# Ayabe
Ayabe (japanisch 綾部市, -shi) ist eine japanische Stadt im Norden der Präfektur Kyōto.

## Geographie
Ayabe liegt nordwestlich von Kyōto und südlich von Maizuru.

## Geschichte
Ayabe hat seinen Namen von um das Jahr 400 eingewanderten und naturalisierten Chinesen und Koreanern, die sich „Ayabe“ (漢部) nannten und als Weber hervortraten. Während der Edo-Zeit wurde Ayabe von einem Nebenzweig der Kuki regiert, die dort ein „Festes Haus“ (陣屋, Jin’ya) besaßen.
Die Stadt Ayabe wurde am 1. August 1950 aus den ehemaligen Gemeinden Ayabe, Nakasuji, Kimi, Nishiyata, Higashiyata, Sanke und Kuchikanbayashi gebildet.

## Wirtschaft
Im Mittelpunkt der Wirtschaft steht die wiederbelebte Textil-Industrie und die Seidenraupenzucht.

## Söhne und Töchter der Stadt
- Takakura Tokutarō (1885–1934), Evangelischer Geistlicher

## Verkehr
- Straße
  - Maizuru-Wakasa-Autobahn
  - Nationalstraßen 27, 173, 478
- Zug
  - JR Sanin-Hauptlinie: nach Kyōto und Shimonoseki
  - JR Maizuru-Linie

## Angrenzende Städte und Gemeinden
- Präfektur Kyōto
  - Fukuchiyama
  - Maizuru
  - Nantan
  - Kyōtamba
- Präfektur Fukui
  - Takahama (Fukui)
  - Ōi (Fukui)